# 칸나다어
칸나다어(칸나다어: ಕನ್ನಡ, 영어: Kannada, Kanarese)는 인도의 카르나타카 주에 거주하는 드라비다계 민족인 칸나다인이 사용하는 언어로, 카르나타카 주의 공용어이며 인도 정부의 지정 계획어(scheduled languages) 22개 중 하나이다. 인도 정부가 지정한 네 개의 고전어 중 하나이기도 하다.
현대 칸나다어는 대개 카담바 문자에서 발전하여 나온 칸나다 문자로 기록한다. 공동 시대 첫 번째 천년기에 칸나다어로 기록된 수많은 금석문들이 발견되었으며, 특히 고대 칸나다어 문학은 6세기의 서강가 왕조와 9세기의 라슈트라쿠타 왕조 시절 융성하였다.

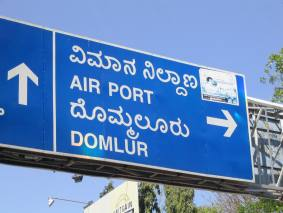
칸나다어를 사용하는 표지판의 예

## 같이 보기
- 모어 화자 수순 인도 언어 목록